# 527
527 је била проста година.

## Догађаји
- Википедија:Непознат датум — Оснивање Краљевине Есекс

- 1. април – Цар Јустин I именује свог нећака Јустинијана I за савладара, јер му неизлечива рана исцрпљује снагу.
- 1. август – Цар Јустин I, стар 77 година, умире у Цариграду, а наследио га је Јустинијан I, који постаје једини цар.
- Јустинијан I реорганизује командну структуру византијске војске и поставља малу, али добро обучену војску.
- Јустинијан I поставља Велизара да командује источном војском у Јерменији и на византијско-персијској граници.
- Краљ Сердик од Весекса и његов син Синрик побеђују Британце код Чердицеслеа (савременог Чирслија).
- Краљевину Есекс су основали Саксонци, који се искрцавају северно од Темзе. Они преузимају контролу над земљом између данашњег Лондона и Сент Албанса, уступајући Краљевини Кент
- Есквајн постаје први краљ Есекса, победивши Окту у бици код Хакнија, западно од реке Ли.
- Иваи побуна: Побуна против Јамато суда избија у провинцији Цукуши (према Нихон Шокију).
- Јустинијан I забрањује паганске верске праксе у Египту и шаље византијске мисионаре на јужне територије.
- Црква Рођења у Витлејему је обнављана до 565. године, враћајући архитектонски тон базилике.
- Краљевство Сила, једно од три краљевства Кореје, формално усваја будизам као државну религију.

### Април
- 1. април — Византијски цар Јустин I је прогласио свог саветника и братића Јустинијана I за наследника.